# Zdzisław Kałędkiewicz
Zdzisław Kałędkiewicz (ur. 31 sierpnia 1913 w Częstochowie, zm. 6 marca 2005 w Bojanie) – polski malarz i poeta.

## Życiorys
Po ukończeniu częstochowskiego gimnazjum humanistyczno-przyrodniczego im. Romualda Traugutta wyjechał do Wielunia, gdzie podjął pracę zarobkową. Jego pierwsze wiersze zostały opublikowane w 1930 w częstochowskiej prasie, ale znacznie więcej czasu pochłaniało mu szkicowanie. Jego talent zauważył dyrektor Spółdzielni Rolniczej, w której pracował, dzięki jego namowom Zdzisław Kałędkiewicz wyjechał do Krakowa i w 1937 rozpoczął studia na tamtejszej Akademii Sztuk Pięknych, do grona jego wykładowców należeli m.in. Władysław Jarocki i Kazimierz Sichulski.
Studia przerwał wybuch II wojny światowej. Razem z bratem przedostał się do Lwowa i kontynuował naukę w pracowni Władysława Lama, ale przerwał naukę i powrócił do Częstochowy. Walczył w szeregach Armii Krajowej, był zastępcą szefa wywiadu.
Po zakończeniu działań wojennych należał do współzałożycieli częstochowskiego oddziału Związku Polskich Artystów Plastyków i Związku Zawodowego Literatów Polskich, wykładał również w Wolnej Szkole Sztuk Pięknych. Jego obrazy uczestniczyły w pierwszej powojennej wystawie – Salonie Wiosennym 1945.

Po poślubieniu Ireny Sitarz razem z jej bliskimi wyjechał do Gdyni. Po raz pierwszy swoje prace wystawił w gdyńskiej księgarni należącej do Witolda Mężnickiego. W 1946 razem z żoną przeprowadził się do Gdańska-Oliwy, dzielnica ta stała się częstym motywem i inspiracją dla artysty. W tym czasie rozpoczął kontynuację przerwanej nauki, studiował w Państwowej Wyższej Szkole Sztuk Plastycznych w Gdańsku. Równocześnie został asystentem w Katedrze Rysunku i Malarstwa Wydziału Architektury Politechniki Gdańskiej. Po uzyskaniu dyplomu ukończenia studiów w 1955 został wykładowcą w Państwowym Liceum Sztuk Plastycznych w Gdyni, od 1964 przez dwa lata był dyrektorem tej szkoły. Równolegle przez pewien czas wykładał malarstwo i kompozycję na gdańskiej Państwowej Wyższej Szkole Sztuk Plastycznych.

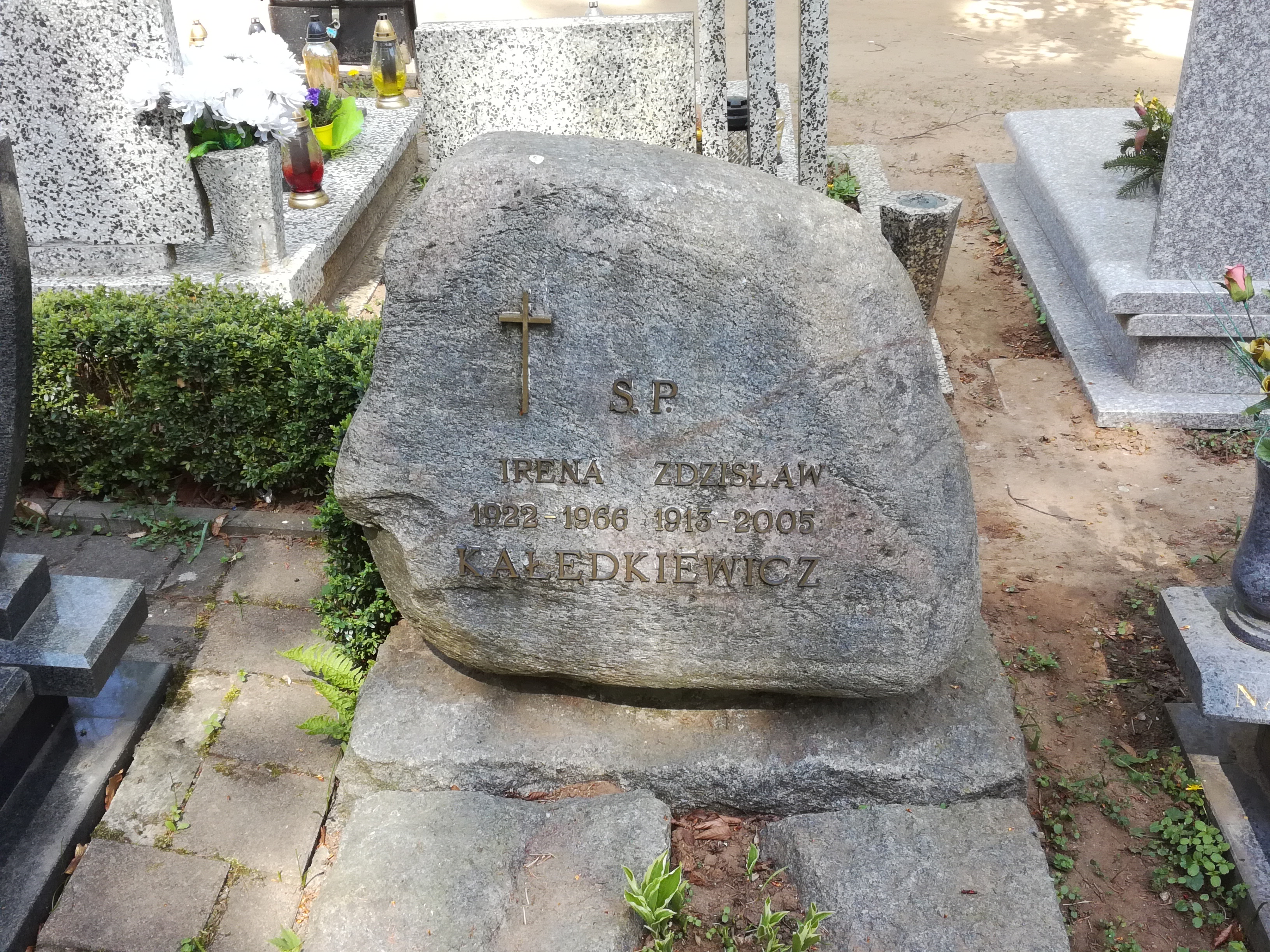
grób Zdzisława Kałędkiewicza na cmentarzu Oliwskim

W 1973 przeszedł na emeryturę i cały swój wolny czas poświęcił malarstwu i rysunkowi. Jego prace wielokrotnie wystawiano w kraju i zagranicą, uczestniczył również w plenerach malarskich.
Pod koniec 1999 zamieszkał u syna w Bojanie, gdzie zmarł pięć lat później. Pochowany 9 marca 2005 na cmentarzu Oliwskim (kwatera 6-E-19).

## Nagrody i odznaczenia
- Nagroda „Głosu Narodu” na Salonie Wiosennym w Częstochowie (1945)
- Nagroda ZPAP Gdańsk na 1 Wystawie ZPAP w Politechnice Gdańskiej (1946)
- Wyróżnienie na Pierwszej Ogólnopolskiej Wystawie ZPAP w Krakowie (1947)
- Wyróżnienie na I Festiwalu Polskiego Malarstwa Współczesnego w Szczecinie (1962)
- Doroczna Nagroda Artystyczna ZPAP w Gdańsku (1963)
- Nagroda Ministra Kultury i Sztuki na wystawie „20 lat PRL w twórczości plastycznej” (1965)
- Wyróżnienie Honorowe Towarzystwa Przyjaciół Sztuk Pięknych w Radomiu za pracę Kwiaciarka (1965)
- Wyróżnienie w Konkursie „Człowiek i praca w PRL” na Ogólnopolskim Salonie Zimowym w Radomiu (1968)
- Medal Pamiątkowy z okazji 25-lecia ZPAP w Częstochowie (1970)
- Nagroda Ministra Oświaty i Wychowania I stopnia za wybitne osiągnięcia w pracy dydaktycznej (1973)
- Złota Odznaka ZPAP (1977)
- Dyplom i Medal Honorowy na 3 Biennale Sztuki Gdańskiej w Sopocie-Gdyni (1979)
- Wyróżnienie na Wystawie Malarstwa, Grafiki i Rzeźby Okręgu Gdańskiego w Bremie (1980)
- Nagroda Wojewody Gdańskiego za wybitne osiągnięcia w dziedzinie sztuki (1984)
- Wyróżnienie na Wystawie „Polska sztuka lat 90-tych artystów z Gdańska” w Siegen (1986)
- Wyróżnienie na wystawie w domu aukcyjnym w Mechelen (1987)
- Wyróżnienie na Wystawie „Polska Sztuka Współczesna” w Monachium (1987)
- Medal Księcia Mściwoja II za bogatą twórczość artystyczną i literacką oraz wkład w dziedzinie kultury (1999)[2]
- Dyplom Marszałka Senatu Rzeczypospolitej Polskiej za twórczość i pracę dydaktyczną (2003)

Źródło:.